# 別列津納河 (尼曼河支流)

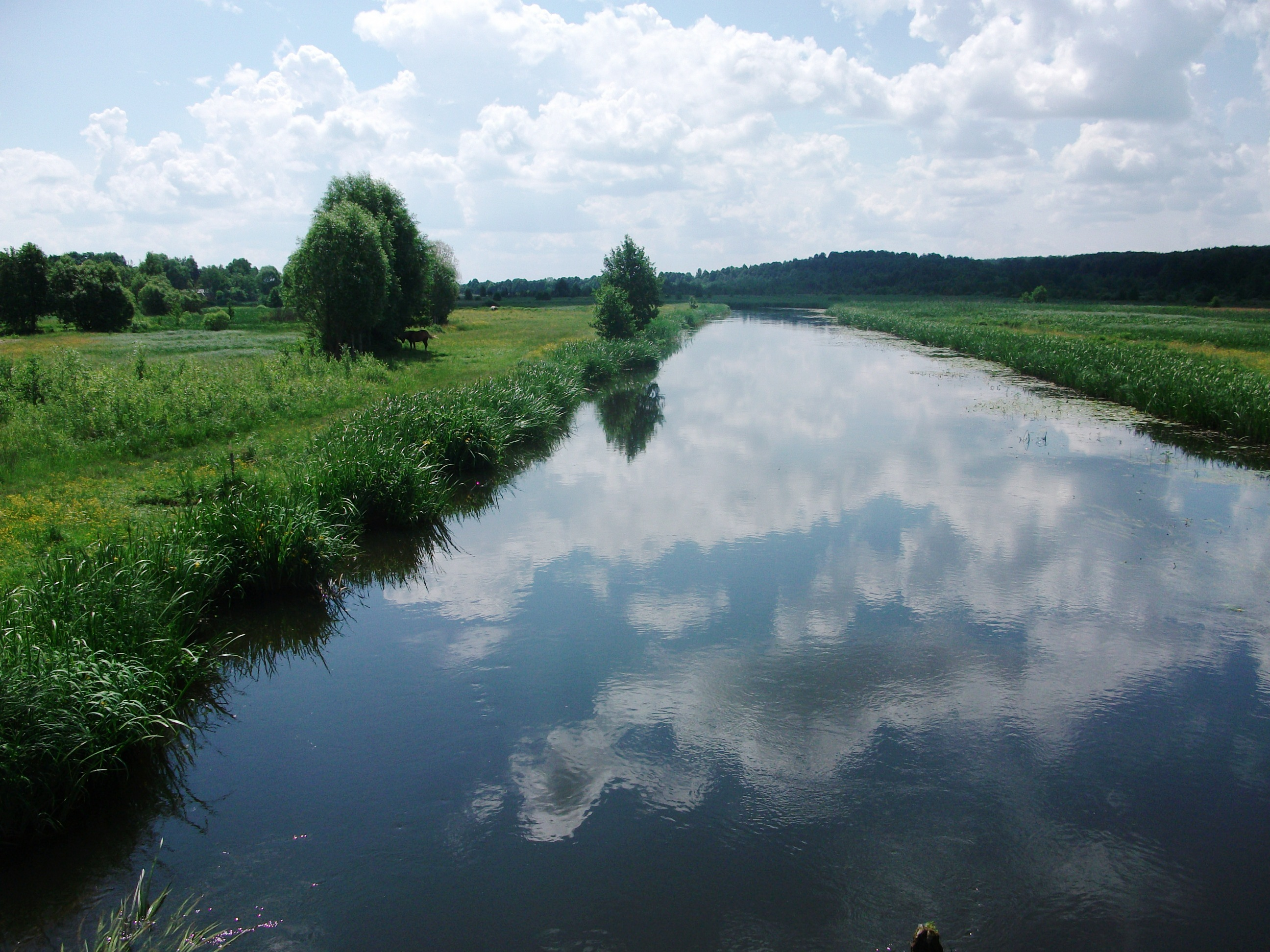
別列津納河

別列津納河（白俄羅斯語：Заходняя Бярэзіна或簡稱Бярэ́зіна）是白俄羅斯的河流，屬於尼曼河的右支流，河道全長226公里，流域面積約4,000平方公里，每年十二月至翌年三月結冰，最長的支流是伊斯拉奇河。